# Mini ature
Mini ature — вид жаб родини карликових райок (Microhylidae). Описаний у 2019 році.

## Поширення
Ендемік Мадагаскару. Трапляється у низовинних лісах у Національному парку Андогагела на південному сході країни.

## Опис
Тіло завдовжки до 15 мм.